# Dominique Coene
Dominique Coene (* 23. Januar 1982) ist ein ehemaliger belgischer Tennisspieler. 2000 gewann er das Juniorenturnier von Wimbledon.

## Karriere
Coene spielte bis 2000 auf der ITF Junior Tour. Gegen Ende seiner Zeit als Junior spielte er das erste Mal bei Grand-Slam-Turnieren. Im Einzel zog er dabei nach erfolgreicher Qualifikation ins Achtelfinale der French Open. Im Doppel gewann er bei seinem letzten Juniorenturnier in Wimbledon an der Seite seines Landsmannes Kristof Vliegen den Titel. Während er im Einzel bis Platz 38 kam, rückte er im Doppel durch den Titel auf Rang 8 vor.
Bei den Profis spielte Coene das erste Turnier auf der drittklassigen ITF Future Tour im Jahr 1999. Im Jahr 2000 zog er im Einzel und Doppel jeweils in die Top 1000 der Weltrangliste ein, ein Jahr später stand er knapp unter den Top 500. Er gewann 2002 im Einzel den ersten Future-Titel und erreichte wenige später Platz 406, sein Karrierehoch in der Rangliste. Danach zog er noch fünf weitere Male in Endspiele ein und gewann einen weiteren Titel, während er meist zwischen Platz 450 und 650 rangierte. Den einzigen Sieg auf der ATP Challenger Tour verbuchte er in Budapest gegen Florin Mergea; alle zehn anderen Matches auf dem Niveau verlor er. 2001 und 2003 wurde er belgischer Meister. Im Doppel erreichte er sein Karrierehoch von Platz 324 im Oktober 2005. In diesem Jahr gewann er seine ersten zwei Doppeltitel, denen er 2006 noch drei weitere folgen ließ. Einmal, in Tunis, zog er in ein Challenger-Halbfinale ein. Für den Lintorfer TC spielte er 2004 und 2005 in der 2. Tennis-Bundesliga. 2006 beendete Coene seine Karriere.
2018 und 2019 nahm er mit dem TC Raadt an der Ü30 Tennis-Bundesliga teil.